# Piláth Károly
Piláth Károly (Székesfehérvár, 1955. február 6. –) középiskolai tanár és politikus, (Rákoscsaba-Újtelep 13. számú választókörzet) önkormányzati képviselője, a helyi közélet meghatározó személyisége. Négy szabadalma van.

## Tanulmányai
Középiskolai tanulmányait a Székesfehérvári egykori József Attila Gimnáziumban végezte. Tanulmányait az ELTE Természettudományi Karán folytatta, ahol 1979-ben kémia–fizika szakos tanári diplomát szerzett. 1985-ben doktorált fizikából. 1998-ban az Eurotrend továbbképzésen rendszergazda oklevelet, 2005-ben a Veszprémi Egyetem Informatika Karán informatika tanári oklevelet szerzett.

## Munkahelyei
- 1973–1974 Sorkatonai szolgálat Hódmezővásárhelyen
- 1979–1988 LABOR MIM fejlesztőmérnök
- 1988–1991 MEDICOR fejlesztőmérnök
- 1991– OPTO-ELEKTRONIKA fejlesztőmérnök
- 1998–2002 PC Plusz BT fejlesztőmérnök
- 1998– Balassi Bálint Gimnázium számítástechnika tanár
- 2000–2010 Balassi Bálint Gimnázium fizika, számítástechnika tanár
- 2001–2005 Óraadó az ELTE Tanárképző Főiskolai Karon (ELTE TFK)
- 2005–2010 Óraadó az  ELTE Trefort Ágoston Gyakorlóiskolaában
- 2010– ELTE Trefort Ágoston Gyakorlóiskola fizika, számítástechnika tanár
- 2011–  ELTE Trefort Ágoston Gyakorlóiskola informatika vezetőtanár, fizika
- 2011– 2019  ELTE Trefort Ágoston Gyakorló Gimnázium fizika-informatika munkaközösség vezető
- 2019 –  ELTE Trefort Ágoston Gyakorló Gimnázium nyugdíjas óraadó, fizika kutatótanár, informatika tanár

## Díjai, elismerései

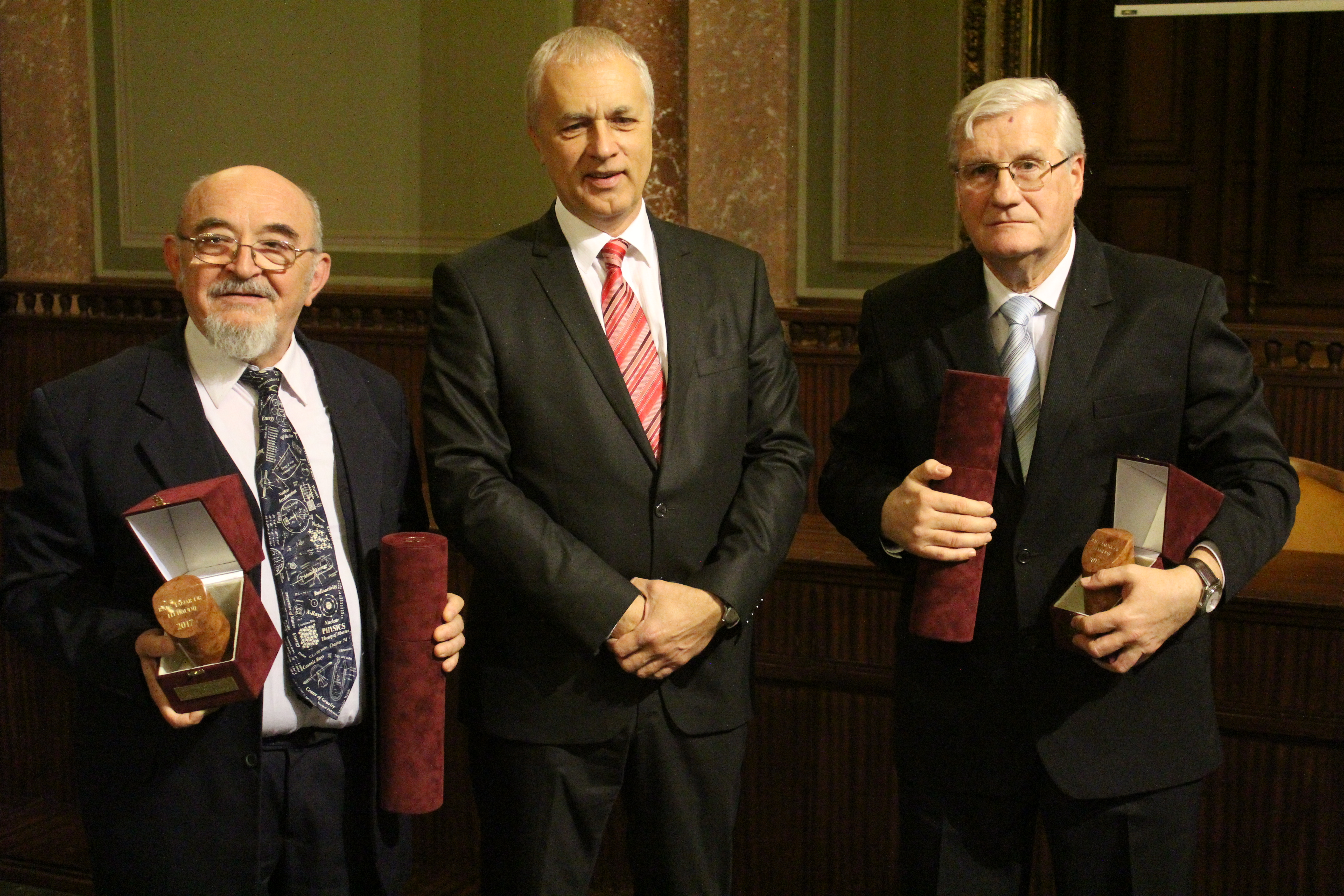
Piláth Károly (balra) a Rátz Tanár Úr-életműdíj átvételekor, mellette Éry Gábor és Mester András

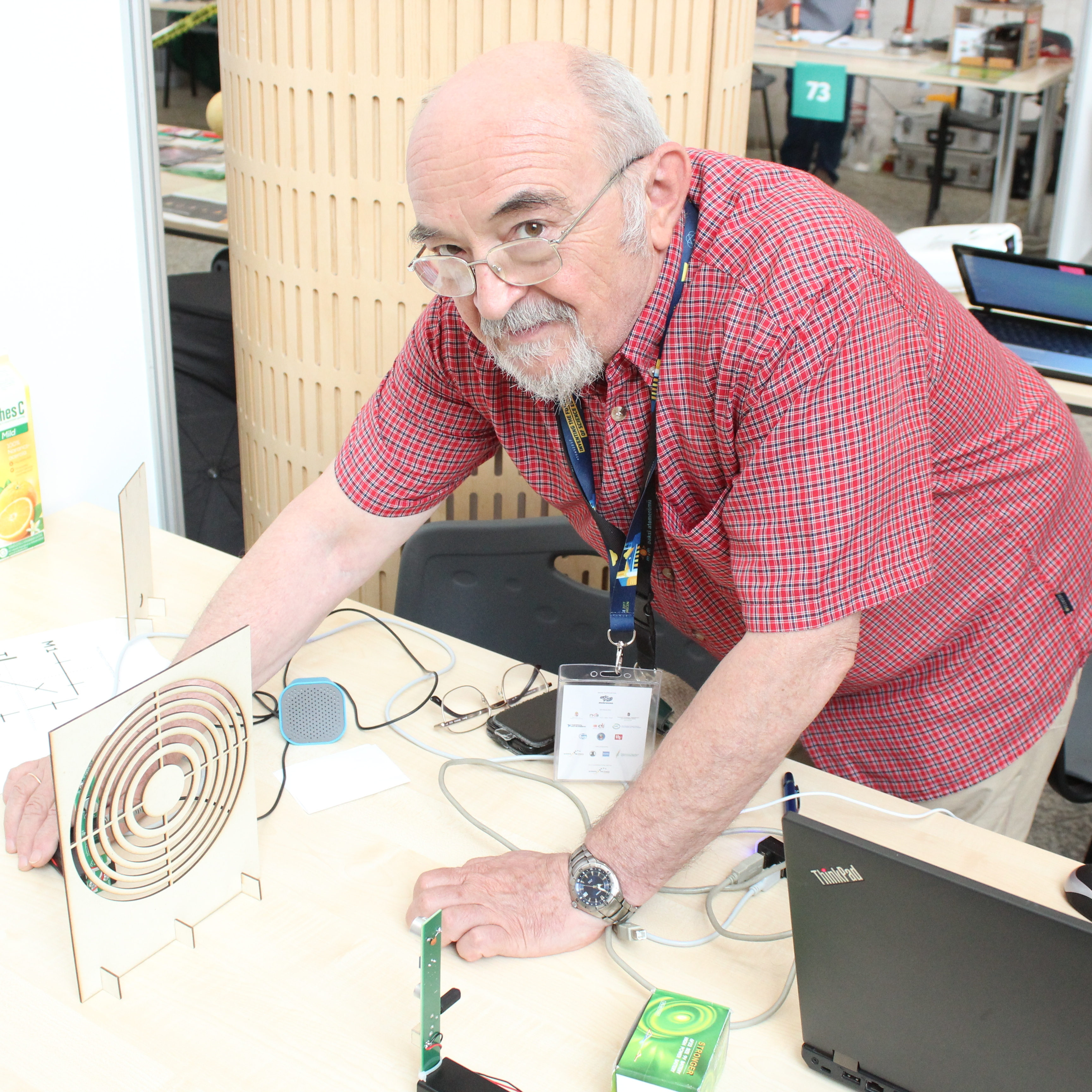
A Science on Stage 2017 kiállítójaként

- (Kiváló Feltaláló) miniszteri kitüntetés arany fokozata (1987)
- Mikola Sándor-díj (2004)
- Öveges József-díj (2006. Piláth Károly volt az első, aki ezt a díjat megkapta.)
- Ericsson-díj (2008)
- Innovatív Tanárok Fóruma különdíja (2009)
- Vándorplakett (2012)
- Rátz Tanár Úr-életműdíj (2017)
- Magyar Ezüst Érdemkereszt polgári tagozat (2024)

## Részvétel és eredmények szakmai rendezvényeken

### Fizikatanári ankétok
- 34. Országos Középiskolai Fizikatanári Ankét (Sopron) eszközkiállításán I. helyezés (1991)
- 37. Országos Középiskolai Fizikatanári Ankét (Debrecen) eszközkiállításán I. helyezés (1994)
- 40. Országos Középiskolai Fizikatanári Ankét (Békéscsaba) eszközkiállításán II. helyezés (1997)
- 41. Országos Középiskolai Fizikatanári Ankét (Székesfehérvár) eszközkiállításán III. helyezés (1998)
- 23. Országos Országos Általános Iskolai Fizikatanári Ankét (Zamárdi) eszközkiállításán II. helyezés (1999)
- 51. Országos Középiskolai Fizikatanári Ankét (Békéscsaba) eszközkiállításán I. helyezés (2008)
- 53. Országos Középiskolai Fizikatanári Ankét (Kaposvár) eszközkiállításán I. helyezés (2010)
- 54. Országos Fizikatanári Ankét (Sárospatak) eszközkiállításán I. helyezés (2011)
- 55. Országos Fizikatanári Ankét (Győr) eszközkiállításán I. helyezés (2012)
- 56. Országos Fizikatanári Ankét (Székesfehérvár) eszközkiállításán II. helyezés (2013)
- 59. Országos Fizikatanári Ankét (Nyíregyháza) eszközkiállításán I. helyezés (2016)
- 60. Országos Fizikatanári Ankét (Gödöllő) eszközkiállításán III. helyezés (2017)
- 63. Országos Fizikatanári Ankét (Vác) eszközkiállításán II. helyezés (2021)
- 64. Országos Fizikatanári Ankét (Szombathely) eszközkiállításán 1. helyezés, műhelyfoglalkozás 1. helyezés (2023)

### Egyéb szakmai rendezvények
- Physics On Stage konferencián a magyar küldöttség tagja (Svájc, 2000)
- Physics On Stage konferencián a magyar küldöttség tagja (Hollandia, 2002)
- Mindentudás Egyetemén kísérleti bemutatót tart (2006)
- Science on Stage fesztiválon a magyar küldöttség tagja (Debrecen, 2017)

## Politika
- 1989-től aktív részese Rákoscsaba-Újtelep közéletének.
- 1992-től vesz részt a kerületi önkormányzat Oktatási és Kulturális Bizottságának munkájában.
- 1992–1998 Az Oktatási Bizottság elnöke.
- 1998–2002 Az Oktatási Bizottság külső tagja.
- 2002–2006 Az Oktatási Bizottságba delegált szakértő.
- 2006–2010 Az Oktatási és Kulturális Bizottság elnöke.
- 2010– Jogi, Közbiztonsági, Ügyrendi és Etikai Bizottság elnöke.

## Család
Nős, három gyermek édesapja, négy unokája van.